# Rebecca Tousalwa
Rebecca Tousalwa (Deventer, 16 april 1976) is een Nederlandse voetbalster en militair die momenteel uitkomt voor de voetbalclub Wartburgia.
Tousalwa is militair bij de Koninklijke Marechaussee. Ze speelde diverse duels voor het Nederlands militair voetbalelftal met als hoogtepunt het wereldkampioenschap in 2004. In de finale werd Duitsland met 3-0 verlslagen.
Ze speelde jaren voor Wartburgia uit Amsterdam, dat zij in de zomer van 2007 inruilde voor FC Twente om mee te doen aan de nieuw opgerichte Eredivisie voor vrouwen.
Op dinsdag 19 februari 2008 werd Tousalwa onderscheiden met de CISM Bronze Star. Ze kreeg deze medaille omdat ze tweemaal heeft deelgenomen aan een Militair Wereldkampioenschap.
Tousalwa kreeg niet veel speeltijd bij FC Twente en moet na één seizoen alweer vertrekken bij de Tukkers. Op 24 mei 2008 won ze nog wel met FC Twente de KNVB beker. In seizoen 2008/09 zal ze weer aansluiten bij het Amsterdamse Wartburgia, waar ze al eerder voor uitkwam.

## Erelijst

### In clubverband
FC Twente
- KNVB beker: 2008

### Internationaal
Nederlands Militair Voetbalelftal
- Wereldkampioen: 2004
- CISM Bronze Star medaille (voor 2x deelname aan Militair Wereldkampioenschap)

## Statistieken
| Seizoen | Club       | Land      | Competitie  | Wedstrijden | Doelpunten |
| ------- | ---------- | --------- | ----------- | ----------- | ---------- |
| ?/07    | Wartburgia | Nederland | Hoofdklasse | ?           | ?          |
| 2007/08 | FC Twente  | Nederland | Eredivisie  | 2           | 0          |

Bijgewerkt t/m 18-02-'08